# 哥倫比亞山

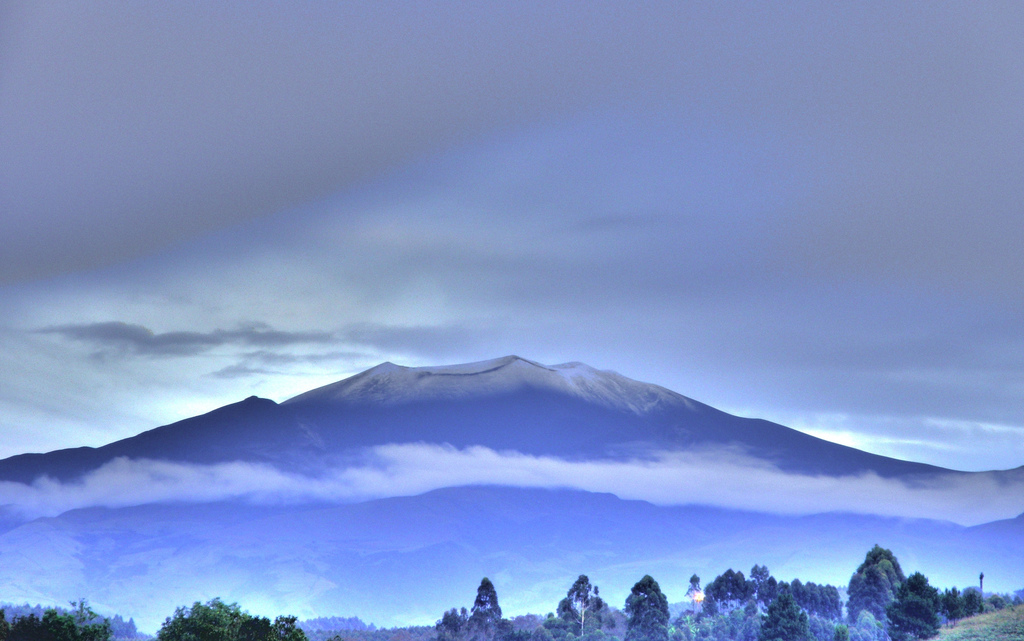

哥倫比亞山（西班牙語：Macizo Colombiano），是哥倫比亞的山群，位於該國中南部，面積32,682平方公里，屬於安第斯山脈的一部分，最高點是海拔高度4,646米的普拉塞火山。

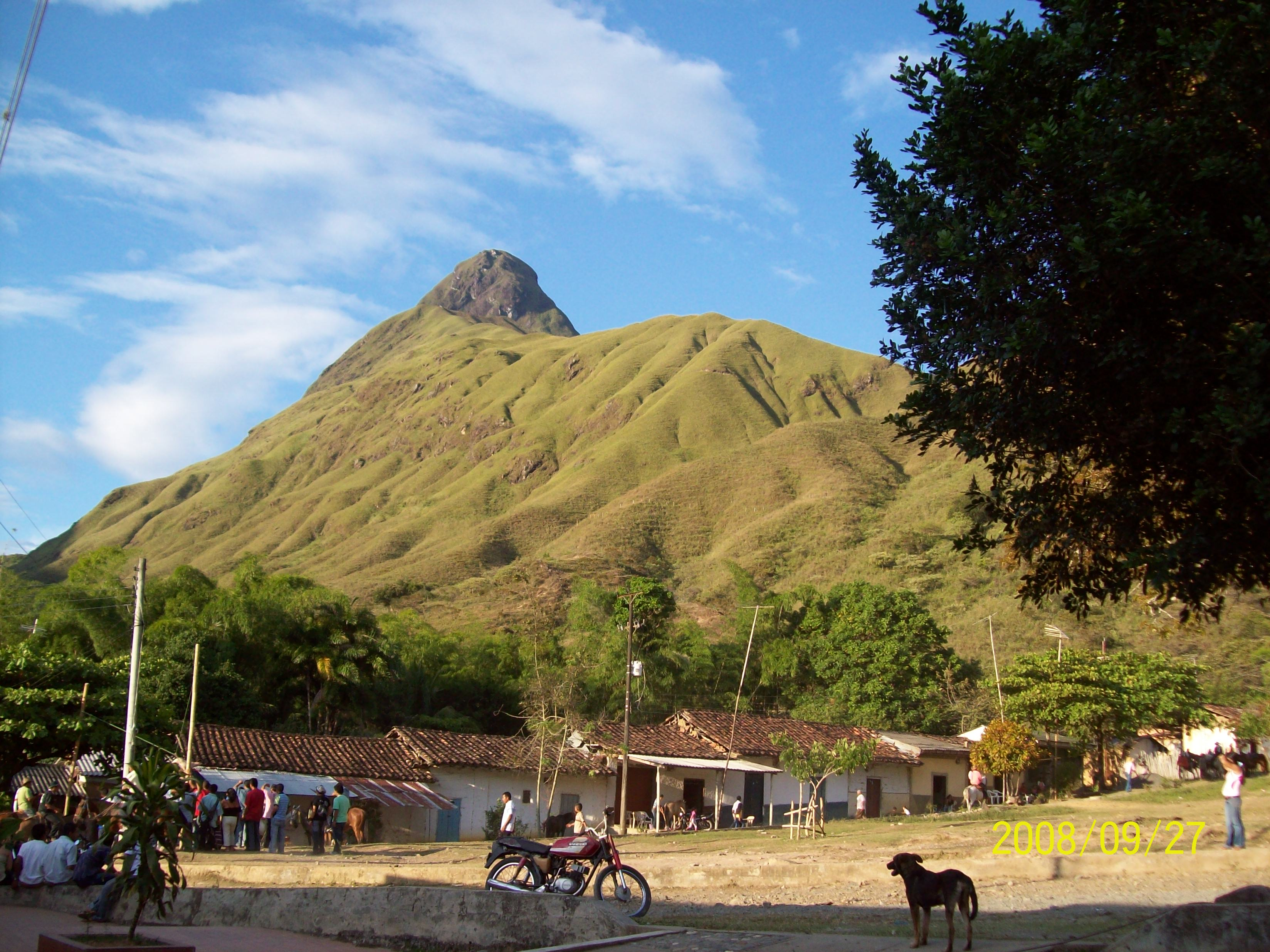

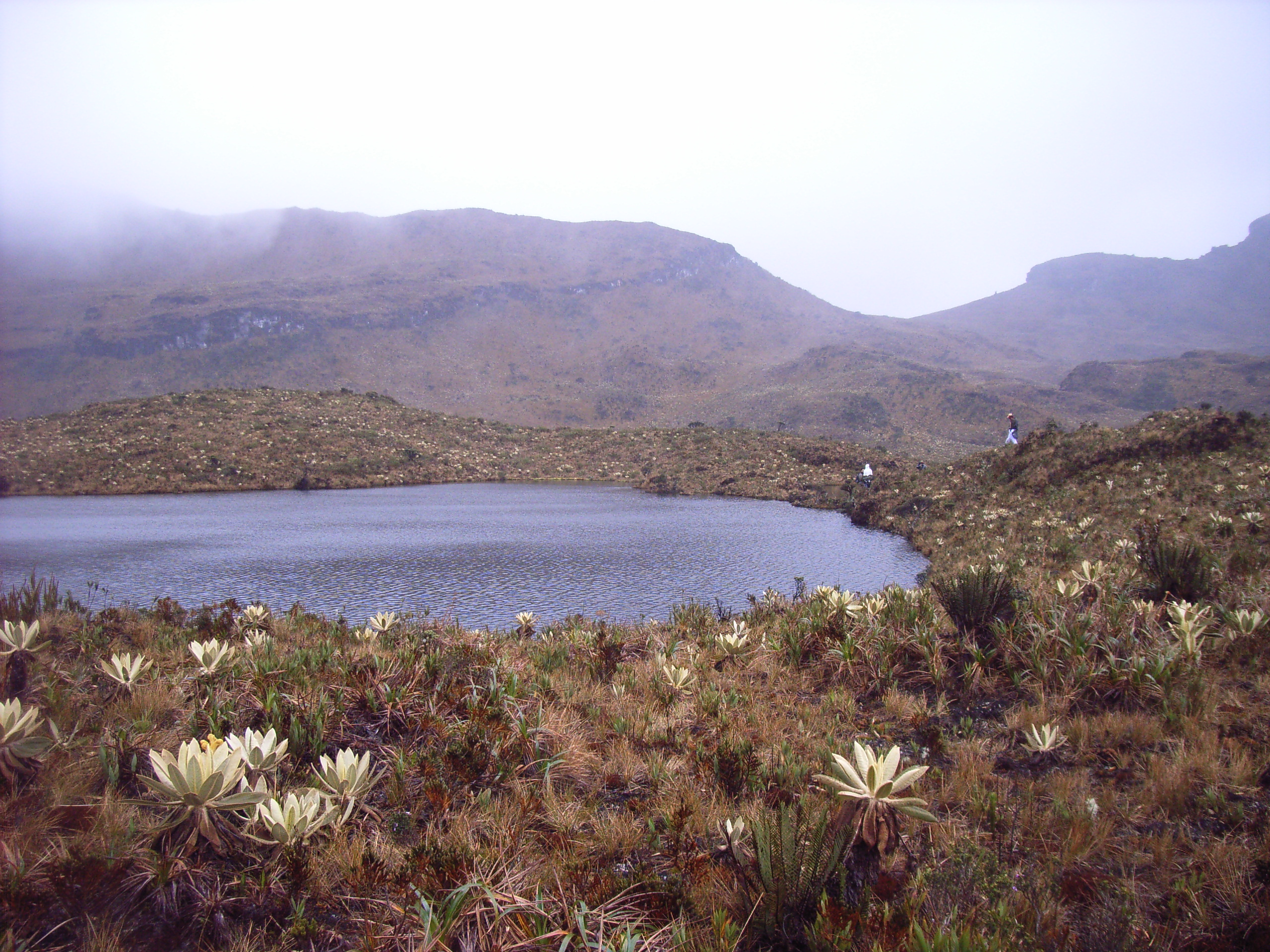

1°45′0″N 76°30′0″W / 1.75000°N 76.50000°W